# 감수 (프로게이머)
감수(본명: 노영진, 1995년 2월 14일 ~ )는 대한민국의 전직 오버워치 프로게이머이다. 현재 리그 오브 레전드 프로게이머로 활동하고 있다. Gamsu라는 아이디를 사용한다. 오버워치에서의 포지션은 TANK이며 리그 오브 레전드에서의 포지션은 탑 라이너이다. 현재 100 씨브스 아카데미 소속이다.

## 리그 오브 레전드 경력
2013년 10월, 에일리언웨어 아레나에 입단하면서 프로 커리어를 시작했다.
2014년 6월, 삼성 블루에 입단했다. 하지만 2014시즌 동안 출전을 기록하지 못했다.
2015시즌을 앞두고 팀 디그니타스에 입단했다. 스프링 시즌에서는 부진한 모습을 보여주었지만 서머 시즌에서는 좋은 모습을 보여주었다.
2016시즌을 앞두고 프나틱에 입단했다. 하지만 입단 이후 기복이 있는 모습을 보여주었으며 서머 시즌에서는 포스트시즌 진출에 기여했으나 포스트시즌에서는 부진한 모습을 보여주었다.

## 오버워치 경력
2016년 9월, 콘박승에 입단하면서 오버워치 프로게이머 커리어를 시작했다.
2017년 10월, 보스턴 업라이징에 입단하면서 오버워치 리그에 합류했다. 2018 시즌 스테이지 3 준우승에 기여했다.
2019년 2월, 상하이 드래곤즈에 입단했다. 팀의 오버워치 리그 2019시즌 스테이지 3 우승에 기여했다.
2019년 11월, 댈러스 퓨얼에 입단했다.

## 리그 오브 레전드 복귀
2021년 5월, 100 씨브스의 3군팀인 100 씨브스 넥스트에 입단하면서 롤로 복귀했다. 2021년 8월, 팀의 2군팀으로 승격되었다.

## 수상 내역

### 리그 오브 레전드
- IEM 시즌 9 쾰른 4강
- IEM 시즌 10 월드 챔피언십 준우승

### 오버워치
- 오버워치 리그 2018 스테이지 3 준우승
- 오버워치 리그 2019 스테이지 3 8강 플레이오프
- 오버워치 리그 2019 스테이지 3 우승
- 오버워치 리그 2020 5월 난투 - 북미 8강